# Acide gras insaturé
Pour un article plus général, voir Acide gras.
Pour les articles homonymes, voir AGI.

Exemple d'acide gras poly-insaturé : l'acide arachidonique, 20 atomes de carbone et 4 insaturations (4 doubles liaisons C=C)

Un acide gras insaturé (AGI) est un acide gras qui comporte une ou plusieurs doubles liaisons carbone-carbone (par opposition avec les acides gras saturés qui n'ont pas de liaison C=C).
On parle d'acide gras mono-insaturé lorsqu'il n'y a qu'une seule double liaison, et d'acide gras poly-insaturé lorsqu'il y en a plusieurs.

## Nomenclatures

### Nomenclature chimique

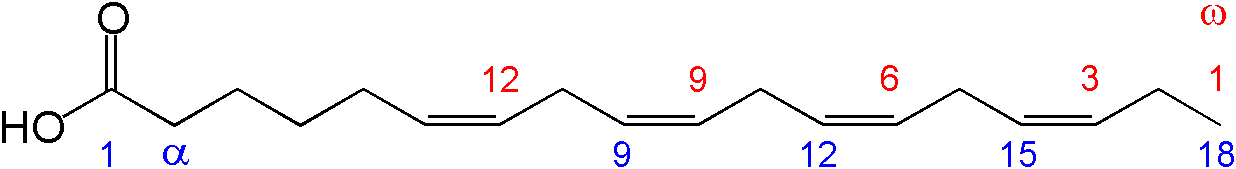
Structure chimique d'un acide gras poly-insaturé (l'acide stéaridonique) montrant la numérotation des carbones selon la nomenclature chimique (en bleu, sous la molécule) et biochimique (en rouge, au-dessus de la molécule)

De la même manière que les acides gras saturés, les acides gras insaturés sont assez souvent désignés, non seulement par leur nom systématique (décrivant leur structure, en particulier le nombre d'insaturations), mais également par un nom plus commun lié à leur origine.

#### Cas des mono-insaturés
Le nom systématique des acides gras mono-insaturés est formé comme suit :
acide cis/trans-x-(radical du nombre de carbone)ènoïque, avec :
- cis ou trans indique la conformation de l'insaturation ;
- x indique la position de l'insaturation ;
- le radical dépend du nombre d'atomes de carbone de l'acide gras ;
- èn indique qu'il s'agit d'un alcène ;
- oïque indique qu'il s'agit d'un acide carboxylique.

La position de la double liaison est déterminée en comptant à partir du carbone de la fonction carboxylique (voir figure 2).

#### CisouTrans
Les termes de configuration cis et trans sont dus au fait que la double liaison carbone-carbone -HC=CH- peut adopter deux organisations différentes dans l'espace :
- lorsque les hydrogènes H sont du même côté, la liaison est dite cis ;
- lorsqu'ils sont de part et d'autre de la double liaison, la liaison est dite trans.

On parle également d'isomère cis et trans. Pour être plus précis, il s'agit de diastéréoisomères.
Une double liaison cis :
```
 H       H
  \     /
   C = C      
Les 2 hydrogènes H sont du même côté

  /     \
 
CH
3
     COOH
```

Une double liaison trans :
```
 H       COOH
  \     /
   C = C      
Les 2 hydrogènes H sont opposés

  /     \
 
CH
3
     H
```

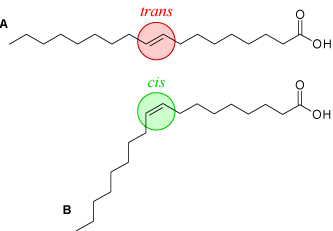
A. acide trans-9-octadécènoïque B. acide cis-9-octadécènoïque (acide oléique)

L'orientation cis ou trans va modifier la structure tridimensionnelle des acides gras. Une double liaison cis crée un coude dans la chaîne carbonée, tandis que la double liaison trans a plutôt une structure étendue. Dans la nature, les acides gras ont très majoritairement une orientation cis (voir figure 3 et 4).

#### Cas des poly-insaturés
Lorsque l'acide gras est poly-insaturé, la position et la conformation de chaque insaturation est explicitée. Le nom systématique est donc de la forme :
acide cis/trans, cis/trans, cis/trans, etc. -x,y,z, etc. -(radical du nombre de carbone et du nombre d'insaturations)ènoïque, avec :
- cis ou trans indique la conformation de chaque insaturation ;
- x, y, z… indique les positions des insaturations en partant du groupe carboxyle ;
- le radical dépend du nombre d'atomes de carbone de l'acide gras ;
- le radical dépend aussi du nombre d'insaturations : di- pour 2 insaturations, tri- pour 3… ;
- èn indique qu'il s'agit d'un alcène ;
- oïque indique qu'il s'agit d'un acide carboxylique.

#### CisouTrans, nomenclature Z/E
La notation cis/trans est analogue à la notation nomenclature Z/E définie par les règles CIP. À la différence de la nomenclature Z/E, la priorité des substituants est définie selon leur encombrement stérique. Dans le cas d'une unique chaine carbonée :
- Z = cis : (moyen mnémotechnique ciZeaux) ;
- E = trans : (moyen mnémotechnique  transE).

Le nom de l'acide devient donc en notation Z/E : acide xZ/E,yZ/E,zZ/E, etc.-(radical du nombre de carbone et du nombre d'insaturations)ènoïque.
Par exemple, selon la nomenclature chimique, l'« acide arachidonique » avec ces 4 insaturations se nommera « acide 5Z,8Z,11Z,14Z-éicosatétraènoique » ou « acide cis,cis,cis,cis-5,8,11,14-éicosatétraènoique ».

### Nomenclature biochimique et signification de la lettre oméga ω
La nomenclature est plus compacte que la nomenclature chimique, puisqu'elle indique seulement le nombre de carbones et d'insaturations de l'acide, soit :
acide gras Cx:y ω-z où :
- Cx indique le nombre d'atomes de carbone ;
- y indique le nombre d'insaturations ;
- ω-z indique la position de la première insaturation en partant du côté opposé au groupe acide (voir Fig. 3).

L'utilisation de la nomenclature « ω-z » vient de ce qu'en biologie, les insaturations apparaissent tous les 3 carbones dans l'immense majorité des cas.

#### Oméga-3 (ω-3), Oméga-6 (ω-6), etc.
Ceci permet de les classer en familles : oméga-3, oméga-6, etc. :
- l’acide eicosapentaénoïque 20:5 ω-3 (oméga-3) possède 20 atomes de carbone et 5 insaturations (20:5). La première insaturation est sur le carbone 17 (20 - 3 = 17). Les autres insaturations vont de -3 en -3, c’est-à-dire qu'elles se situent sur les carbone 14, 11, 8 et 5 ;
- l'acide arachidonique (oméga-6) est appelé « acide C20:4 ω-6 ». La première insaturation se situe sur le carbone C14 (20-6=14) et les trois autres sur les carbones C11 (14-3=11), C8 (11-3=8) et C5 (8-3=5). L'acide arachidonique est donc un acide gras de la famille des ω-6.

## Exemples de mono-insaturés et de poly-insaturés
| nombre de carbones        | Nom usuel                  | Abrév. en biochimie | Nom IUPAC                                     | Nomenclature physiologique |
| ------------------------- | -------------------------- | ------------------- | --------------------------------------------- | -------------------------- |
| Acide gras mono-insaturés |                            |                     |                                               |                            |
| 16                        | acide palmitoléique        |                     | acide 9Z-hexadécénoïque                       | C16:1 ω-7                  |
| 18                        | acide oléique              |                     | acide 9Z-octadécénoïque                       | C18:1 ω-9                  |
| 20                        | acide 11-eicosénoïque      |                     | acide 11Z-eicosénoïque                        | C20:1 ω-9                  |
| 22                        | acide érucique             |                     | acide 13Z-docosaénoïque                       | C22:1 ω-9                  |
| 24                        | acide nervonique           |                     | acide 15Z-tétracosaénoïque                    | C24:1 ω-9                  |
| Acide gras poly-insaturés |                            |                     |                                               |                            |
| 18                        | acide linoléique           | AL                  | acide 9Z,12Z-octadécadiénoïque                | C18:2 ω-6                  |
| 18                        | acide α-linolénique        | ALA                 | acide 9Z,12Z,15Z-octadécatriénoïque           | C18:3 ω-3                  |
| 18                        | acide γ-linolénique        | AGL ou GLA          | acide 6Z,9Z,12Z-octadécatriénoïque            | C18:3 ω-6                  |
| 20                        | acide dihomo-γ-linolénique | DGLA                | acide 8Z,11Z,14Z-eicosatriénoïque             | C20:3 ω-6                  |
| 20                        | acide arachidonique        | AA                  | acide 5Z,8Z,11Z,14Z-eicosatétraénoïque        | C20:4 ω-6                  |
| 20                        | acide eicosapentaénoïque   | EPA                 | acide 5Z,8Z,11Z,14Z,17Z-eicosapentaénoïque    | C20:5 ω-3                  |
| 22                        | acide docosahexaénoïque    | DHA                 | acide 4Z,7Z,10Z,13Z,16Z,19Z-docosahexaénoïque | C22:6 ω-3                  |

## Acides gras insaturéscis

### Sources alimentaires
La plupart des huiles végétales sont riches en acides gras insaturés, notamment les huiles de colza, de maïs et d'olive. Les huiles de palme sont un peu moins insaturées et celles de coco et palmiste sont nettement plus saturées. Les corps gras riches en acides gras insaturés ont tendance à rester à l'état liquide à température ambiante. Les acides gras insaturés cis des séries oméga-3, oméga-6 et oméga-9 comprennent plusieurs acides gras essentiels[réf. nécessaire]. Par exemple, l'acide linoléique, l'acide linolénique et l'acide arachidonique sont des acides gras essentiels chez l'homme.

### Effet sur la santé
Certains acides gras mono-insaturés cis exerceraient une action préventive sur les maladies cardiovasculaires, surtout avec les huiles de première pression à froid,. Cela inclut les acides gras de la série oméga-9, dont le principal est l’acide oléique, constituant principal de l'huile d'olive, qui expliquerait en partie les bénéfices santé du régime méditerranéen,.

### Équilibre oméga-3 - oméga-6 dans l'alimentation
L'AFSSA recommande un ratio de un acide α-linolénique (le précurseur de la famille des oméga-3) pour cinq acide linoléique (le précurseur de la famille des oméga-6). En Amérique du Nord, le ratio Oméga-3/Oméga-6 recommandé varie entre 2:1 et 1:1. Ce ratio est très différent d'une agence à l'autre dans le monde. Ces différences dépendent en partie de la population choisie comme référence. Par exemple, les Inuits consommeraient 3 fois plus d'oméga-3 que d'oméga-6, alors que pour les Japonais c'est exactement l'inverse[réf. nécessaire]. Ces deux populations sont connues pour présenter moins de cancers et de maladies cardiovasculaires que la plupart des pays développés[réf. nécessaire].

## Acides gras insaturéstrans
Les acides gras trans contiennent une double liaison carbone en configuration trans. Ces liaisons sont principalement produites lors de l'hydrogénation industrielle des huiles végétales.

### Sources alimentaires
La source naturelle d'acide gras trans est constituée des produits laitiers (2,5 à 6,4 % des graisses dans le lait), des graisses et de la viande de ruminants : graisses de bœuf et de mouton (à environ 4,5 %), les viandes de bœuf et de mouton (environ 2 %).
La plus grande quantité consommée se trouve cependant dans les produits industriels : pain /sandwich (4 g à 21 g d'acides gras trans sur 100 g de graisses), viennoiseries (24 % à 35 %), craquelins (0,1 % à 17 %), pâte à pizza / pâte feuilletée (16 % à 61 %), gâteaux (12 % à 36 %).

### Effets sur la santé
L’Autorité Européenne de Sécurité des Aliments (EFSA) dans un avis d'experts de 2004 reconnaît que « les acides gras insaturés trans augmentent le risque de maladie cardiaque et souligne la nécessité de n’en consommer que de faibles quantités, quelles que soient leurs origines. La suppression ou la réduction des acides gras insaturés trans dans de nombreux produits alimentaires doit se poursuivre. Chaque fois que cela est possible, ils doivent être remplacés de préférence par des acides gras insaturés cis plutôt que par des acides gras saturés ».
Plusieurs recherches montrent en effet que même des doses très faibles d'acides gras insaturés trans augmentent de manière significative les risques de maladies cardiovasculaires et d'athérosclérose, sans pour autant en expliquer le mécanisme. En particulier, dans une étude de 1997 menée par Hu, Stampfer et Manson, les résultats montrent que, pour un même apport de glucides, une augmentation de 5 % de la consommation de graisse saturée augmente le risque de 17 %, une augmentation de 5 % de la consommation de graisse insaturée « trans » augmente le risque de 93 %.
Aux États-Unis, la communauté scientifique semble du même avis. D'après le Pr. Dariush Mozaffarian, « approximativement 30 % des graisses naturelles sont transformées en graisses insaturées trans. Aux États-Unis, la consommation des graisses insaturées trans représente de 2 à 4 % de l'apport calorique de l'alimentation. Pour limiter les risques sur la santé, il faudrait supprimer presque totalement de l'alimentation les graisses insaturées trans (à un niveau inférieur à 0,5 % de l'apport calorique total) ». Il serait selon lui indispensable d'adopter des mesures législatives pour réduire leur consommation, pour les 4 raisons principales suivantes :
1. Les effets nocifs des graisses insaturées trans sont mieux établis que pour presque toutes les autres substances alimentaires ;
2. Des doses très faibles de graisses insaturées trans accroissent de manière significative le risque de maladie cardiaque ;
3. Les consommateurs ne peuvent pas évaluer la quantité de graisses insaturées trans qui leur est servie dans les restaurants ;
4. Les graisses insaturées trans peuvent être remplacées facilement. La limitation de leur emploi dans l'industrie alimentaire et les restaurants serait peu coûteuse et sans effet significatif sur le goût des aliments. Cela a été clairement démontré, tant au Danemark qu'aux Pays-Bas.

En France, l'AFSSA recommande de ramener la part d'acide gras trans à un gramme pour cent grammes de produit commercialisé et préconise leur étiquetage systématique.